# Open Lixus
Het Open Lixus is een golftoernooi van de Pro Golf Tour. Het wordt op de Port Lixus Golf & Beach Resort in Larache, Marokko gespeeld.
Het prijzengeld is € 30.000, waarvan de winnaar € 5.000 krijgt.
De eerste editie was in 2012. Het was het tiende toernooi van het seizoen, en het zesde en laatste toernooi van de EPD Tour dat in Marokko werd gespeeld. Hierna hadden de spelers vier weken vrij voordat de toernooien in Europa begonnen.
De tweede editie was van 21-23 april 2013.  Aan het begin van de laatste ronde stonden Floris de Haas en Robin Kind samen aan de leiding, maar Christopher Mivis ging er met de trofee vandoor. Het volgende toernooi is een nieuw toernooi, de GreenEagle Classic in Winsen (Luhe).

## Winnaars
| Jaar | Winnaar           | Score | Score | Info                                                                         |
| ---- | ----------------- | ----- | ----- | ---------------------------------------------------------------------------- |
| 2012 | Björn Stromsky po | 208   | -8    | Stromsky won de play-off van Daniel Wünsche met een birdie op de vierde hole |
| 2013 | Christopher Mivis | 206   | -10   | Floris de Haas werd 2de met -9, Fernand Osther werd 3de met -3.              |

Zie het hele jaarschema : EPD Tour 2012, Pro Golf Tour 2013